# 渡辺悠
渡辺 悠（わたなべ ひろむ、1994年7月3日 - ）は、日本の俳優である。身長162cm。体重50kg。ジョビィキッズプロダクションに所属していた。

## 出演

### テレビドラマ
- ほんとにあった怖い話 闇に棲むもの（2004年10月25日、フジテレビ） - トシ 役
- 女医・優〜青空クリニック〜（2004年、フジテレビ） - 渡義彦 役
- 愛の劇場 うちはステップファミリー（2005年、TBS） - 丸山慶多 役
- 女王の教室 (2005年、日本テレビ) - 比嘉涼太 役
- ウルトラマンマックス 第10話（2005年9月3日、TBS） - ユースケ 役
- アンフェア 第11話（2006年3月21日、フジテレビ） - 安藤一之（少年期） 役
- 仮面ライダー電王 第5-6話（2007年、テレビ朝日） - ミノル 役
- 受験の神様（2007年、日本テレビ） - 6年1組生徒 役

### CM
- ニッスイ 焼きおにぎり（2007年）

### 映画
- 犬と歩けば チロリとタムラ（2004年） - 岡村靖幸（幼少） 役
- 釣りバカ日誌15 ハマちゃんに明日はない!?（2004年）
- ユメ十夜 第四夜（2007年）
- 子猫の涙（2008年） - 公平 役

### プロモーションビデオ
- 浜田省吾「初恋」
- SMAP「友だちへ〜Say What You Will〜」（2005年1月19日、ビクターエンタテインメント）

### 吹き替え
- アンブレイカブル - ジョセフ・ダン 役
- サイダーハウス・ルール
- ハリー・ポッターシリーズ - シェーマス・フィネガン 役
  - ハリー・ポッターと賢者の石
  - ハリー・ポッターと秘密の部屋
  - ハリー・ポッターとアズカバンの囚人
  - ハリー・ポッターと炎のゴブレット
  - ハリー・ポッターと不死鳥の騎士団
  - ハリー・ポッターと謎のプリンス
  - ハリー・ポッターと死の秘宝 PART1
  - ハリー・ポッターと死の秘宝 PART2
- ぼくの国、パパの国
- ミッション・トゥ・マーズ